# Barbara Zangerl
Barbara „Babsi“ Zangerl (* 24. Mai 1988 in Bludenz) ist eine österreichische Kletterin.

## Leben
Zangerl wurde 1988 in Bludenz in Vorarlberg geboren und wuchs in Strengen im Stanzer Tal in Tirol auf. Sie arbeitete lange Zeit als Röntgenassistentin am Landeskrankenhaus in Bludenz. 2011 gab sie die Stelle am Landeskrankenhaus auf und widmete sich nur noch dem Klettern.

## Alpinistische Karriere
Zangerl begann mit 14 Jahren mit dem Klettern, wobei sie sich vorerst durch ihren älteren Bruder aufs Bouldern konzentrierte. 2008 gelang es ihr mit 19 Jahren, als erste Frau einen Boulder im Grad 8B zu klettern; es war der Durchstieg von Pura Vida im Magic Wood. Nach einer Rückenverletzung 2009 wurde das Seilklettern ihre neue Leidenschaft. Sie verlagerte ihren Schwerpunkt vom Bouldern zum Sport-, Trad- und Alpinklettern. Gemeinsam mit ihrem Kletter- und Lebenspartner Jacopo Larcher übertrug sie ihre Erfahrungen aus den Alpen und dem Yosemite auf die höchsten Berge im Himalaya. Sie verewigten sich als erst drittes Kletterteam im freien Stil an der Route Eternal Flame am Trango Tower im Karakorum-Gebirge.
2013 gelang ihr die erste Frauenbegehung der Alpinen Trilogie. Diese besteht aus den Routen Silbergeier (8b+), End of Silence (8b+) und Des Kaisers neue Kleider (8b+). Sie war auch die erste Frau, die die Routen Prinzip Hoffnung und Bellavista frei geklettert ist. 2015 kletterte sie als erste Frau die Route El Nino (8a+/b) am El Capitan. 2016 gelang ihr am El Capitan als erste Frau Zodiac (8b) sowie 2017 die zweite freie Begehung von Magic Mushroom (8b+). Im gleichen Jahr gelang ihr die erste freie Begehung der Route Gondo Crack (8c) im Trad-Stil. Ein Jahr später kletterte sie mit Speed Integrale ihre erste Sportkletterroute im Grad 9a.
2019 kletterte Zangerl mit ihrem Partner Jacopo Larcher die Routen Pre-Muir Wall (8b) und The Nose (8a) am El Capitan. 2023 gelang ihr die Begehung der Trad-Route Meltdown (8c+). Im November 2024 gelang ihr die Flash-Begehung der Route Freerider (7c+) am El Capitan in Yosemite. Sie ist damit die erste Person, die eine Big-Wall-Route am El Capitan geflasht hat. Dem vorausgegangen waren intensive Vorbereitungen in anderen Routen mit ihrem Partner Jacopo Larcher. Im Mai 2025 kletterte sie mit Bombardino ihre erste Route im Grad 9a+.

## Erfolge (Auswahl)

### Bouldern
8B
- Pura Vida, Magic Wood, Schweiz, erste Begehung eines 8B-Boulder einer Frau, 2008

8A+
- Kraftkeksi, Lorüns, Österreich, 2007
- X-Ray, Silvretta, Österreich, 2005

### Sportklettern
9a+
- Bombardino, Arco, Italien, 2025

9a
- Sprengstoff, Lorüns, Österreich, erste Frauenbegehung, 2021
- Instructor (8c+/9a), Au, Österreich, erste Frauenbegehung, 2020
- Everything Karate (8c+/9a), Pine Creek, USA, erste Frauenbegehung, 2019
- SPEED Integrale, Voralpsee, Schweiz, erste Frauenbegehung, 2018

8c+
- Pure Imagination, Red River Gorge, USA, 2023
- unleashed, Vorarlberg, Österreich, erste Frauenbegehung, 2020
- Chikane, Siurana, Spanien, 2017
- Harry's dirty brother, Vorarlberg, Österreich, erste Frauenbegehung, 2016
- Helel Ben Schachar (8c/+), Vorarlberg, Österreich, erste Frauenbegehung, 2015

### Traditionelles Klettern
8c+
- Magic Line, Yosemite, USA, 2024[16]
- Meltdown, Yosemite, USA, 2023

8c
- Gondo Crack, Cippo, Schweiz, Erstbegehung, 2017

8b+
- Le Voyage, Annot, Frankreich, erste Frauenbegehung, 2021
- Green Spit, Valle Dell Orco, Italien, erste Frauenbegehung, 2021
- the path, Lake Louise, Kanada, erste Frauenbegehung, 2018
- Book of hate, Yosemite, USA, 2017

### Mehrseillängenrouten und Bigwall
8c
- Seventh Direction, Rätikon, Schweiz, erste Frauenbegehung, 2024[17]
- The Gift, Rätikon, Schweiz, erste Frauenbegehung, 2024[18]

8b+
- Magic Mushroom, El Capitan, USA, 2017
- Silbergeier, Rätikon, Schweiz, 2013
- End Of Silence, Rätikon, Schweiz, 2013
- Des Kaisers neue Kleider, Fleischbank (Kaisergebirge), Wilder Kaiser, Österreich, 2013

8b
- Pre-Muir Wall, El Capitan, USA, 2019
- Zodiac, El Capitan, USA, erste Frauenbegehung, 2015

8a
- Muir Blast/El Corazon, El Capitan, USA, erste Frauenseilschaft mit Lara Neumeier, 2023

7c+
- Freerider, El Capitan, USA, erste Flash-Begehung, 2024[12]